# Rocarta
Rocarta este o enciclopedie în format electronic care conține articole legate de România, Republica Moldova și români. Ediția din 2000 conține aproximativ 3.000 de articole și peste 3.300 de imagini. Enciclopedia a fost alcătuită de Bogdan Pătruț.

## Istoric
Ideea de a realiza o enciclopedie multimedia despre spațiul românesc a venit în 1997, o dată cu scrierea cărții "Aplicații în Visual Basic" (Editura Teora, 1998-2003), unde a fost prezentată o aplicație simplă care implementa un interpretor simplu pentru un limbaj de marcare, asemănător cu HTML, dar cu mult mai simplu. După publicarea cărții, programul în Visual Basic a fost dezvoltat încetul cu încetul, până a apărut nevoia unei structurări a informației mult mai eficient, deoarece cantitatea de informații creștea permanent. La sfârșitul anului 1999, Rocarta 2000 devenea funcțională și era, probabil, prima enciclopedie de acest gen realizată în România, la vremea aceea prezentată pe postul național de televiziune și în unele ziare.
Deși nu era terminată, Rocarta era funcțională și cuprindea suficiente articole, așa încât să concureze lucrări similare tipărite, precum și albume de imagini în care s-au investit mai mulți sau mai puțini bani.
După emisiunea TV realizată de TVR Iași (Irina Păcurariu, Carmen Olaru) și prezentată de TVR 1 și TVR internațional, și-au manifestat interesul de a achiziționa Rocarta, plătind integral drepturile de autor, atât Departamentul pentru relații cu românii de peste hotare, cât și alte servicii guvernamentale, dar totul a fost lăsat baltă, din motive de inerție sau diverse alte motive.
Lucrarea a fost prezentată și în cadrul unui târg de sofware educațional organizat de Casa Corpului Didactic din Cluj-Napoca și Universitatea Babeș-Bolyai din Cluj Cluj-Napoca, iar în Revista CD-Forum a fost prezentat un serial de articole care au avut ca subiect enciclopedia Rocarta.
Majoritatea celor care au achiziționat Rocarta sunt români de peste hotare dornici să aibă în casele lor un mic simbol "software" al românismului.

## Prezentare generală
Enciclopedia multimedia Rocarta este realizată după formatul enciclopediei multimedia Encarta, a firmei Microsoft. Astfel, articolele sunt grupate pe domenii, un același articol putând face parte din mai multe domenii. De exemplu, articolul Mircea Eliade face parte din domeniile București, Literatura română, Cultura română și Academia Română. Domeniile sunt și ele considerate articole. Enciclopedia cuprinde mai multe domenii precum cele enumerate deja, iar fiecare județ al țării este considerat domeniu, deoarece enciclopedia prezintă multe informații de natură geografico-turistică. Articolele sunt însoțite de explicații, preluate din diferite surse de informare, ca dicționare enciclopedice sau ghiduri turisitice. Majoritatea articolelor sunt însoțite de imagini, multe au înregistrări sonore sau video asociate. Există și o galerie de sunete, una de imagini și una de videoclipuri, car pot fi accesate separat. De asemenea, programul are și alte funcții, precum cea de determinare a distanțelor dintre două localități, precum și de verificare a cunoștințelor acumulate răsfoind enciclopedia. Există posibilitatea de a găsi informații și despre alte articole, care nu au intrare directă în enciclopedie, dar pot fi regăsite cu ajutorul unei căutări extinse, prin legăturile acestora cu alte articole din enciclopedie. Datele aplicației ocupă aproximativ 600 MB, având 50 de filme AVI și 120 de fișiere WAV comprimate. Cel care răsfoiește enciclopedia Rocarta va descoperi multe secvențe video document, cu regii ai României (Ferdinand I, Carol I, Regina Maria), cu oameni politici (Nicolae Titulescu, Nicolae Ceaușescu) sau de cultură (Nicolae Iorga, Constantin Brâncuși), cu mănăstiri (Voroneț, Sucevița), precum și o serie de înregistrări sonore document, cu voci ale unor personalități ale lumii literare (Mihail Sadoveanu, Tudor Arghezi, Nichita Stănescu, George Călinescu ș.a.).